# エルマー・モンゴメリー (フリゲート)
| USS Elmer Montgomery (FF-1082) |                                                                |
| 艦歴                           |                                                                |
| 発注                           | 1966年8月25日                                                  |
| 起工                           | 1970年1月23日                                                  |
| 進水                           | 1970年11月21日                                                 |
| 就役                           | 1971年10月30日                                                 |
| 退役                           | 1993年6月30日                                                  |
| 除籍                           | 1993年6月30日                                                  |
| その後                         | 部品確保用としてトルコへ移管                                   |
| 性能諸元                       |                                                                |
| 排水量                         | 基準: 3,068t                                                   |
| 排水量                         | 満載: 4,130t                                                   |
| 全長                           | 133.5 m (438 ft)                                               |
| 全幅                           | 14.33 m (47 ft)                                                |
| 吃水                           | 7.62 m (24.75 ft)                                              |
| 機関                           | 水管ボイラー (84.4at, 538℃)×2缶                                |
| 機関                           | 蒸気タービン (35,000hp)×1基                                    |
| 機関                           | スクリュープロペラ×1軸                                         |
| 速力                           | 最大: 27ノット以上                                             |
| 航続距離                       | 4,500海里 (20ノット巡航時)                                     |
| 乗員                           | 士官16名、曹士211名                                            |
| 兵装                           | Mk.42 5インチ単装速射砲×1基                                    |
| 兵装                           | Mk.15 20mmCIWS×1基 ※BPDMSと交換に後日装備                      |
| 兵装                           | シースパローBPDMS 8連装発射機×1基 ※後日装備, 後にCIWSに換装    |
| 兵装                           | Mk.16 8連装ミサイル発射機×1基 (アスロックSUM, ハープーンSSM用) |
| 兵装                           | Mk.32 mod.9 連装短魚雷発射管×2基                               |
| 艦載機                         | QH-50 DASH×2機 ※SH-2 LAMPSヘリコプター×1機に 後日換装          |
| FCS                            | Mk.68 砲射撃指揮用                                             |
| FCS                            | Mk.114 水中攻撃指揮用                                          |
| センサ                         | AN/SPS-40 対空捜索レーダー                                     |
| センサ                         | AN/SPS-10 対水上捜索レーダー ※AN/SPS-67に後日換装              |
| センサ                         | AN/SQS-26CX 艦首装備ソナー                                     |
| センサ                         | AN/SQS-35 可変深度ソナー ※AN/SQR-18戦術曳航ソナーに後日換装    |
| 電子戦                         | AN/WLR-1C電波探知装置 ※AN/SLQ-32に後日換装                     |
| 電子戦                         | AN/ULQ-6C電波妨害装置 ※AN/SLQ-32への換装と同時に撤去           |
| 電子戦                         | Mk.137 6連装デコイ発射機×2基 ※後日装備                         |
| モットー                       | To the Front                                                   |

エルマー・モンゴメリー (英語: USS Elmer Montgomery, FF-1082) は、アメリカ海軍のフリゲート。ノックス級フリゲートの1隻。

## 艦歴
エルマー・モンゴメリーはルイジアナ州ウェストウィーゴーのエイボンデール造船所で1970年1月23日に起工する。1970年11月21日に進水し、1971年10月30日に就役した。
エルマー・モンゴメリーは1993年6月30日に退役し、1993年6月30日に除籍された。その後防衛援助計画に基づき1993年12月13日にトルコへ移管された。 